# Mordellistena pallida
Mordellistena pallida is een keversoort uit de familie spartelkevers (Mordellidae). De wetenschappelijke naam van de soort is voor het eerst geldig gepubliceerd in 1896 door Champion.